# أشهر (طور الباحة)

تعديل مصدري - تعديل

أشهر هي إحدى قرى عزلة طور الباحــة بمديرية طور الباحة التابعة لمحافظة لحج، بلغ تعداد سكانها 178 نسمة حسب تعداد اليمن لعام 2004.